# استوان مویسیلوویچ
استوان مویسیلوویچ (انگلیسی: Stevan Mojsilović؛ زادهٔ ۵ دسامبر ۱۹۶۶) بازیکن سابق و مربی فوتبال اهل صربستان است.